# Gary Takes a Bath
Gary Takes a Bath(укр. Гері приймає ванну (у перекладі від «QTV») Ґері приймає ванну (у перекладі від студії «1+1»)) це 13 серія 2 сезону мультсеріалу «Губка Боб Квадратні Штани». Вийшла 26 липня 2003 в США, 22 вересня 2010 на телеканалі «QTV», 5 березня 2018 на телеканалі ПлюсПлюс, 28 березня 2018 на телеканалі ТЕТ.

## Сюжет
Серія починається з того, що Губка Боб каже Гері що вже час йти у ванну. Та Гері дуже боїться ванни. Тому Губка Боб вирішив Гері змусити піти у ванну.
Перший спосіб - це кинути м'яч у ванну. Та це виявився м'яч бумеранг і він прилетів до Боба назад. Спосіб не вдався. Другий спосіб - це прив'язати дитонатор, та сказати Гері, якщо ти не приймеш ванну то цей дитонатор вибухне. Та це не вдалося. Третій спосіб - це загіпнозувати Гері. Та це не допомогло. Четвертий - це зателефонувати в французький ресторан і сказати ім щоб приготували Гері. Та через акцент - це не вдалося. П'ягий - це погратиз Гері в гру. Боб хотів закинути Гері у ванну, та схибив. потім він хотів пограти з загіпованим Гері. Та отримав сильний удар від нього. Шостий - це підкупити Гері, сказавши, що дасть долар тому, хто помиється. Та тут з'являється Пан Крабс у ванній, та забирає долар. Сьомий - це сказати йому, що у ванній скарби. Та це обернулося невдачею
Після семи невдач, Боб вирішує, якщо Гері не може прийти до ванни, то вона сама прийде до нього. Губка набравши в себе води почав стріляти по ньому. Та Гері зміг ухилитися від Боба, вигнавши його на вулицю. Потім Боб забрався на дерево, й почав стріляти по тому, що важав він Гері. Спочатку, Боб думав, що його струя зрізала з Гері шкіру. Та виявилося, що справжній внизу, біля багнюки. Та Боб сам падає в багнюку. Потім, Боб приймає ванну під наглядом Гері.

## Цікаві факти
- Довжина цієї серії лише 7 хвилин, так як звичайна довжина 11 хвилин.
- У декількох країнах сцену з третім способом видалили. це через те, що можна побачити дівчину з дивним виразем обличчя.